# Robert Klark Graham
 (février 2017).
Si vous disposez d'ouvrages ou d'articles de référence ou si vous connaissez des sites web de qualité traitant du thème abordé ici, merci de compléter l'article en donnant les références utiles à sa vérifiabilité et en les liant à la section « Notes et références ».
Pour les articles homonymes, voir Graham.
Robert Klark Graham, né le 9 juin 1906 à Harbor Springs (comté d'Emmet, Michigan) et mort le 13 février 1997 à Seattle, est un homme d'affaires américain et un eugéniste.

## Biographie
Homme d'affaires, il devient millionnaire en développant des lentilles de contact incassables portées par plus de 100 millions de personnes à sa mort en 1997. Il est connu pour avoir créé en 1980, en Californie, une banque de sperme réservée aux génies dans l'espoir de pouvoir mettre en œuvre ses idées sur l'eugénisme et améliorer l'intelligence humaine aux États-Unis,. Dès l'origine, son idée fut contestée par des scientifiques et des spécialistes en éthique. 
Initialement, son intention était d'obtenir les seuls spermatozoïdes des lauréats du Prix Nobel, mais la pénurie de donneurs (peu intéressés ou trop âgés) a poussé Graham à développer un plus grand nombre de critères. Ces critères étaient nombreux, exigeants et discutables : les hommes devaient avoir un quotient intellectuel au-dessus de 130, tandis que les femmes se devaient d'être mariées et en bonne santé[réf. nécessaire].
Avant 1983, la banque de sperme de Graham a été réputée pour avoir 19 donneurs habituels, qualifiés de génies, notamment William Shockley, lauréat du Prix Nobel de physique et partisan de l'eugénisme, ainsi que deux Prix Nobel anonymes dans le domaine des sciences. 
La banque est fermée en 1999, deux ans après la mort de son créateur. Au total, 218 enfants sont nés de cette banque de sperme aux États-Unis, en Australie, au Liban, en Égypte, et en Allemagne.
Le but primordial de Graham était l'amélioration génétique de la population humaine, ce qui constitue une forme d'eugénisme dite « positive », censée augmenter l'intelligence de la population sur le long terme en influençant la reproduction humaine. Elle suscita de nombreuses controverses dès sa conception. À sa mort en 1997, Graham n'avait pas réussi à démontrer que les enfants nés de cette banque de sperme avaient des QI ou des performances académiques particulièrement supérieures aux autres.